# Байнет
Байне́т, Bynet — белорусская часть сети Интернет. В Байнете насчитывается около 150 000 веб-сайтов, около половины которых размещаются в доменной зоне .by. Название образовано по аналогии с некоторыми другими сегментами Интернета в странах СНГ и происходит от обозначения национального домена Беларуси — .by и слова net (с англ. — «сеть»). Существует также альтернативное, однако практически неиспользуемое название — Белнет, сокращение от «Белорусский Интернет».

## История
В мае 1994 года «Открытый контакт» приобрел статус администратора национальной доменной зоны by. Благодаря этому стали возможны белорусские сайты с окончанием на .by. В 1995-96 годах в сети начали появляться первые белорусские странички.
3 июля 1995 года было создано Республиканское государственное предприятие «Белтелеком», ставшее национальным оператором связи. В июле 1996 года заработала сеть «БелПак», имевшая в то время 18 узлов доступа в Интернет.
В марте 1997 года запущен в эксплуатацию спутниковый канал на 1024 кбит/с. (На середину 2003 года совокупный внешний канал связи РО «Белтелеком» составлял 79 Мбит/с.)
В феврале 1999 года «Белтелеком» запустил общереспубликанскую систему беспарольного коммутируемого доступа, которая могла обслуживать до 15000 абонентов в месяц.
2000 год является переломным в развитии белорусского Интернета. Резкое увеличение аудитории пользователей, появление новых провайдеров и веб-студий, проведение конкурсов и акций по развитию сети — всё это, а также постоянно возрастающая активность сайтостроителей, превратили Интернет из увлечения компьютерщиков и технарей в повседневное занятие тысяч людей самых разных профессий.
Беларусь стала одной из первых стран в мире, принявшей закон об электронном документе. Закон был подписан президентом 22 декабря 1999 г.
В конце 2002 года правительство Беларуси приняло Государственную программу информатизации «Электронная Беларусь».
1 апреля 2009 года один из наиболее посещаемых сайтов рунета — Bash.org.ru был переименован в «Цытатнік Байнэту» с полным переводом всех цитат и интерфейса на белорусский язык.
Апошнія навіны: 1 красавіка 2009
Дарагія чытачы, сардэчна запрашаем у новую версію Башорга! На гэты раз гэтае не змены ў дызайне і не новы падзел сайта, а цэлая новая мова. З сённяшняга дня, у рамках дужання з сусветнай дэпрэсіяй і эканамічным крызісам, наш сайт даступны і на беларускай мове.
У самай найблізкай будучыні мы плануем запусціць версіі на ўкраінскай, балгарскай, казахскай і, вядома, башкірскай мовах.

(Працы па лакалізацыі ідуць дагэтуль, просьба паставіцца з разуменнем.)
В постановлении Совмина «О некоторых вопросах совершенствования использования национального сегмента глобальной компьютерной сети Интернет» № 644 от 29 апреля 2010 года приводятся нормы, согласно которым до 1 июля 2010 года размещенные на территории Республики Беларусь интернет-ресурсы, информационные системы и сети необходимо зарегистрировать.
Исходя из Указа Президента Республики Беларусь от 01.02.2010 г. № 60 «О мерах по совершенствованию использования национального сегмента сети Интернет» (регистрационный номер: 1/11368) с 1 июля 2010 года доступ к сети Интернет в пунктах коллективного пользования осуществляется только после предоставления документа, удостоверяющего личность, и регистрации пользователя. Продажа карт доступа к сети Интернет по технологии Wi-Fi осуществляется также после предоставления документов.
С 6 января 2012 года для государственных организаций, индивидуальных предпринимателей и юридических лиц правила использования интернета в своей сфере деятельности претерпели изменения.

## Размер Интернет-аудитории в Беларуси
По данным проведённого ООН исследования, по состоянию на 2006 год доступом в Интернет обладало 5 477 500 пользователей, или 56,5 % населения страны. Это довольно высокий показатель (22 место в мире) и самый высокий показатель в Восточной Европе (наряду с Эстонией, у которой также 56,5 %). В то же время, по данным этого исследования, распространённость широкополосного доступа в Беларуси заметно меньше, чем в среднем по региону. По данным на 2006 год, число пользователей широкополосного доступа составляло 11 400, или 0,1 %. Такую ситуацию можно отчасти объяснить тем, что рынок широкополосного доступа до 2006 года развивался в основном в Минске, поскольку Интернет-провайдеры (кроме государственного Белтелекома) не обладали собственной сетью передачи данных достаточной пропускной способности, чтобы массово предлагать эту услугу даже в крупнейших городах страны. После того как в конце 2006 года Белтелеком вышел на рынок массового широкополосного доступа, предоставив возможность подключиться даже жителям небольших городов, количество пользователей этой услуги стало стремительно расти. Так, в 2008 году Белтелеком объявил о том, что количество пользователей широкополосного доступа у него достигло 100 тыс.. Кроме того, в 2007—2008 годах несколько крупных белорусских провайдеров также запустили услугу подключения по ADSL в областных центрах.
На август 2011 года белорусская интернет-аудитория увеличилась (по сравнению с июнем 2009 года) на 31,1 %.

## Интернет-торговля в Беларуси
По данным управления защиты прав потребителей Минторговли Беларуси, на 2013 год в белорусской Глобальной сети открыто около 6000 торговых точек. Каждый год их количество увеличивалось в среднем на 100 объектов.
Согласно опросу покупателей Интернет-магазинов, средний возраст людей, пользующихся услугами Интернет-магазинов в Беларуси — 21-25 лет (31 % пользователей), 25-29 лет (28 % пользователей). Мужчины совершают Интернет-покупки чаще женщин: 56 % и 44 % пользователей соответственно.

## Состояние
По мнению директора и основателя TUT.BY Юрия Зиссера, Байнет отстаёт от Интернета США на 9 лет (на июнь 2009 года).
К 2012 году белорусские райцентры могут обогнать Минск по уровню проникновения Интернета. На июнь 2009 года в городах с населением больше 100 тысяч человек 12,2 % жителей пользуются доступом в Сеть ежедневно. В Минске аналогичный показатель составляет 30,8 %.

## Статистика, рейтинги, каталогизация
Осуществляется рядом белорусских порталов:
- Акавита — первый белорусский рейтинг сайтов, ведущая системы статистики в Bynet[12][13].
- Белорусский bigmir)net — украинский рейтинг сайтов первый из крупнейших рейтингов СНГ создал белорусскую версию в 2008[14].
- Гемиус — первая коммерческая система статистики, начала работать в 2008 году[15].

Беларусь — на 66 месте среди стран с наиболее высокой «вредоносной активностью в интернете» (отчёт Symantec об угрозах интернет-безопасности за 2009 год). В первой сотне стран — Россия (7 место), Украина (27 место), Казахстан (54 место), Грузия (78 место) и Молдова (86 место).
В начале 2010 года Big Fish Consulting, Onliner.by, RG media, «Веб Эксперт», «Видео Интернешнл-Минск», «Тут Бай Медиа» и ZenithOptimedia Belarus объявляли открытый конкурс на измерителя белорусской интернет-аудитории.
Одним из значимых ежегодных событий в белорусском сегменте Интернета является конкурс «Рейтинг Байнета», направленный на популяризацию цифровых сервисов и продуктов. В нём отмечаются достижения в различных номинациях: от интернет-коммерции до онлайн-медиа и образовательных платформ.